# Selena Gomez
Selena Marie Gomez (n. 22 iulie 1992, Grand Prairie, Texas, SUA) este o actriță și cântăreață americană nominalizată la Premiile Latin Grammy. Gomez și-a făcut primul debut în Barney & Friends ca Gianna, în perioada 2002–2004. Ca urmare, Selena a avut roluri episodice în filme, cum ar fi Spy Kids 3-D: Game Over (2003) și Walker, Texas Ranger: Trial by Fire (2005). În 2006, Gomez a apărut ca invitat special într-un episod din serialul de la Disney Channel, Zack și Cody, ce viață minunată, precum și Hannah Montana. După aceasta, Selena a jucat în propriul său serial de televiziune, Magicienii din Waverly Place, difuzat pe Disney Channel. Serialul a fost un succes critic și comercial, câștigând numeroase premii și nominalizări. Mai târziu ea a apărut în numeroase seriale și filme, inclusiv Jonas Brothers: Living the Dream (2008) și Disney Channel Games (2008). În 2009, Gomez a apărut în filmele Programul de protecție a prințeselor cu Demi Lovato și Magicienii din Waverly Place: Filmul, înainte de lansarea primului său album de studio ca Selena Gomez & Scene, intitulat „Kiss & Tell”. Albumul a fost un succes comercial, ajungând în Top 10 Billboard 200.
După aceasta, Gomez a apărut în filmul Ramona and Beezus, una dintre primele sale roluri în afară de Disney. Gomez și The Scene au lansat al doilea album de studio, „A Year Without Rain”, mai târziu în acel an. Albumul a intrat în Top 5 Billboard 200, și au dat naștere a două hit-uri în Top 40. Gomez a început să apară în mai multe filme, cum ar fi Monte Carlo (2011) și The Muppets (2011). Împreună cu trupa ei, au lansat al treilea și ultimul album cu The Scene, „When the Sun Goes Down”, în 2011. Albumul a dat naștere hit-ului „Love You Like a Love Song”. După lansarea albumului, Selena a confirmat că va lua o pauză muzicală pentru a se concentra pe cariera ei cinematografică. Apoi a continuat să apară în filme precum Hotel Transylvania (2012), Spring Breakers (2012) și O zi ploioasă în New York (2018).
În ciuda comentariilor primite despre pauza sa muzicală, Selena Gomez a confirmat în luna octombrie 2012 că se va întoarce la muzică cu un nou album, intitulat „Stars Dance”, acesta fiind și primul său album de studio solo. Primul single de pe album, „Come & Get It”, a fost lansat în aprilie 2013. Acesta a devenit primul ei hit în Top 10 în Billboard Hot 100, și a fost certificat dublu platină de RIAA. Al doilea single al albumului, „Slow Down”, a fost lansat în luna iunie al aceluiași an. Gomez a anunțat că vrea o pauză muzicală de la eliberarea de turneul Stars Dance Tour. În 2014, Gomez a părăsit casa de discuri Hollywood Records, după lansarea primei sale compilații de hituri, „For You”' (2014). După aceasta, ea a semnat un nou contract de înregistrări cu Interscope Records, continuând să lucreze la cel de-al doilea album al său.
În afară de munca ei în industria de divertisment, Gomez este implicată în activități filantropice, prin munca de caritate și diverse cauze sociale și de mediu. Ea a colaborat cu numeroase organizații pentru cauze caritabile, în principal cu UNICEF, timp de câțiva ani. Gomez și-a înființat propria sa companie de producții, July Moon Productions, în 2008. În toamna anului 2010, Gomez și-a lansat linia sa de haine „Dream Out Loud” prin Kmart; hainele sunt făcute din materiale ecologice sau reciclate. În 2011, ea a lansat un parfum cu numele ei. De la începutul carierei ei muzicale, Gomez a vândut 2.8 milioane de albume și 18.1 milioane de single-uri.

## Viața și cariera

### 1992–2005: Tinerețea și începuturile carierei
Selena Marie Gomez s-a născut în Grand Prairie, Texas, pe data de 22 iulie 1992, părinții ei fiind Ricardo Joel Gomez și fosta actriță Amanda Zori „Mandy” Teefey (n. Cornett). Gomez a fost numită după cântăreața de muzică Tejano, Selena, care a murit după aproape trei ani de când Gomez se născuse. Tatăl ei este de origine mexicană, în timp ce mama ei, care a fost adoptată, este de origine italiană. În ceea ce privește patrimoniul ei, hispanici, Gomez a declarat, „Familia mea are Quinceañere, și mergem la biserici comune. Noi facem tot ce este catolic, dar nu avem nimic tradițional, cu excepția mersului în parc și grătarele în zilele de duminică după biserică”. Părinții ei au divorțat când ea avea cinci ani. Gomez are două surori. Sora ei, Gracie Elliot Teefey, a fost născută de Amanda și al doilea soț al ei, Brian Teefey, pe data de 12 iunie 2013. Gomez are încă o soră, Victoria Gomez, părinții fiind Ricardo și soția sa Sara pe data de 24 iunie 2014. Ea a câștigat o diplomă de liceu prin învățatul acasă în mai 2010.
A fost crescută numai de mama ei, care a născut-o la 16 ani. Acest lucru a dus familia la probleme financiare, pentru care mama ei lupta din greu, pentru a-i dărui o copilărie normală Selenei. La un moment dat, Gomez a spus că ele trebuiau să caute monede de 25 cenți, doar ca să poată cumpăra benzină pentru mașină. Mama sa a spus că ele două mergeau la un magazin local ca să cumpere spaghete pentru cină. De asemenea, Gomez a spus „Eu eram frustrată pentru că părinții mei nu erau împreună, și nu am văzut niciodată lumina albă de la capătul tunelului unde mama mea muncea din greu ca să am eu o viață mai bună. Îmi este frică de ce aș fi devenit dacă rămâneam [în Texas]”. Apoi a spus „Îmi amintesc când mâncam multe macaroane cu brânză, dar mama mea nu a făcut niciodată asta să pară mare lucru. Ea era foarte puternică în preajma mea. Avându-mă la 16 ani trebuie să fi fost o mare responsabilitate. Mama a renunțat la totul pentru mine, și-a luat trei slujbe, m-a ajutat și și-a riscat viața pentru mine”. Gomez a avut o relație bună cu bunicii săi, și a participat la multe concursuri de frumusețe. Bunicii ei aveau des grijă de ea, când părinții ei au terminat școala, de asemenea, au spus și că au „crescut-o” până a devenit faimoasă.
Ea a început să arate interes în a avea o carieră în industria de divertisment pentru prima oară urmărind-o pe mama sa pregătindu-se pentru producții teatrale. Ea a început să audiționeze pentru diferite roluri, întâlnind-o pe Demi Lovato în timpul unei audiții pentru Barney and Friends. Ambele fete au fost alese mai târziu să apară în serial în 2002, cu Gomez interpretând personajul Gianna. Serialul a fost prima sa experiență în actorie, cu Gomez spunând „Eu eram foarte rușinoasă când eram mică [...] Eu nu știam ce „cameră dreaptă” însemna. Nu știam ce înseamnă „a bloca”. Am învățat totul de la Barney”. Gomez a apărut în paisprezece  episoade din serial din 2002 până în 2004, dar a fost lăsată să plece pentru că producătorii credeau că era „prea mare” pentru serial. În timp ce lucra la serial, Gomez a avut un rol cameo în filmul Spy Kids 3-D: Game Over (2003) și filmul de televiziune Walker, Texas Ranger: Trial by Fire (2005).

### 2006–08: Succesul cuMagicienii din Waverly Place

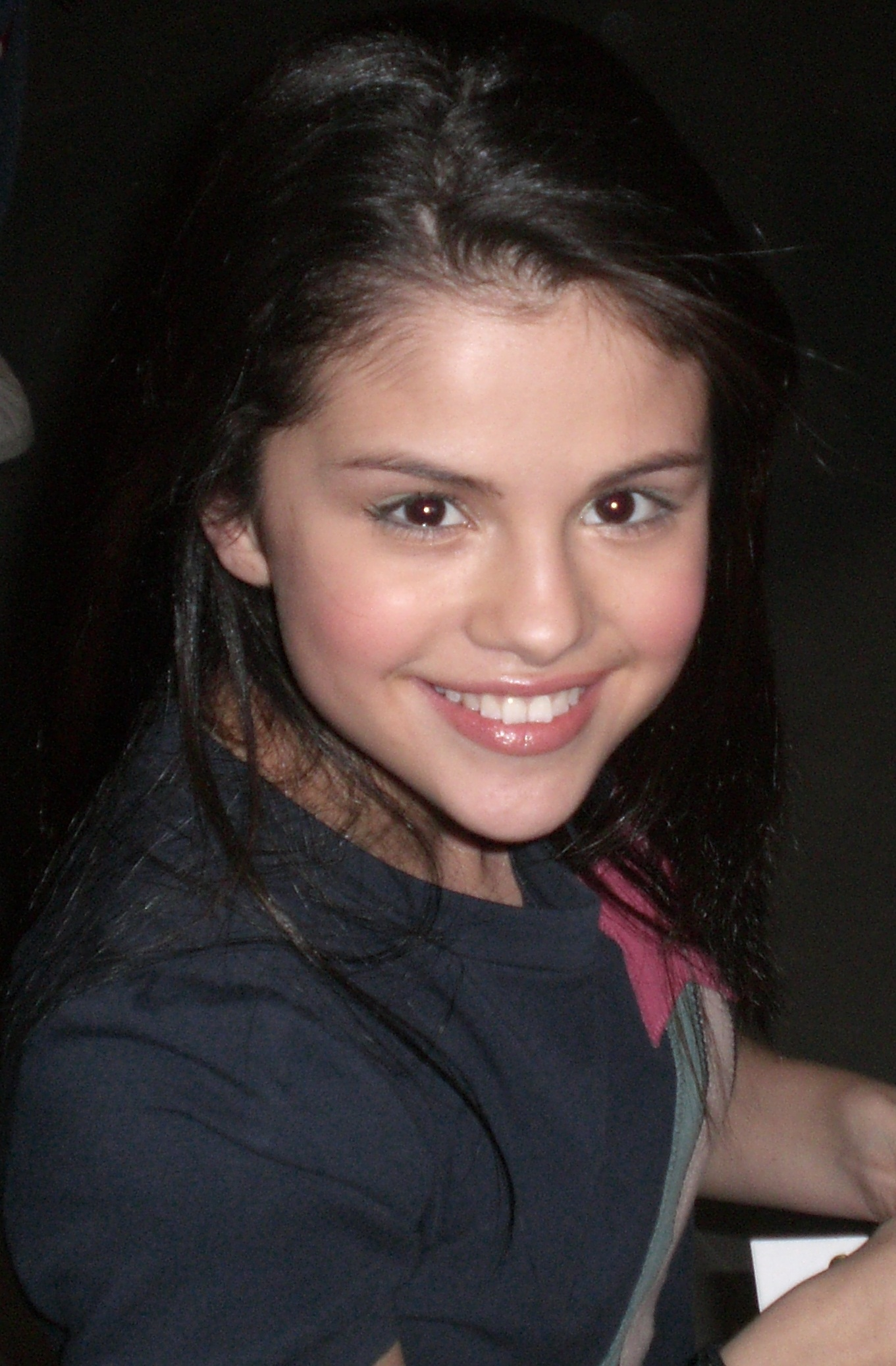
Gomez pe platoul serialului Magicienii din Waverly Place (2007)

Acum având mai multă experiență, Gomez a audiționat pentru roluri de la compania Disney Channel, împreună cu Lovato. Gomez a făcut o apariție specială într-un episod din serialul Zack și Cody, ce viață minunată în 2006. Anul următor, lui Gomez i-a fost oferit un rol recurent în serialul de la Disney Channel Hannah Montana; ea a apărut de trei ori în serial, în două sezoane. În acest timp, Gomez a filmat episoadele pilot pentru două potențiale seriale Disney Channel; primul, intitulat Arwin!, a fost un spin-off al seriei Zack și Cody, ce viață minunată, iar al doilea fiind un spin-off al serialului Lizzie McGuire. Mai târziu, ea a participat la audițiile pentru un rol în serialul de la Disney Magicienii din Waverly Place, primind imediat rolul personajului principal, Alex Russo. După ce a primit rolul, Gomez și mama sa s-au mutat la Hollywood; Lovato și familia sa s-au mutat, de asemenea, cu perechea, sperând să aibă un succes asemănător cu cel al lui Gomez. În Magicienii din Waverly Place, Gomez joacă o fată adolescentă dintr-o familie de vrăjitori care dețin un restaurant în New York. Serialul a devenit rapid un hit, ceea ce a făcut-o pe Gomez să aibă mai mult succes. Serialul a primit numeroase premii și nominații. Gomez a înregistrat cântecul temă al serialului, intitulat „Everything is Not What It Seems”.
Cu Gomez obținând mai mult succes, media a început să o compare cu vedeta Disney Channel Miley Cyrus; amândouă având un serial hit pe acest canal. Numeroși bloggeri și site-uri au început să le vadă ca pe rivale, cu diferite zvonuri despre certuri între cele două circulând timp de câțiva ani. Totuși amândouă au declarat că nu există niciun fel de ceartă între ele. Nu cu mult după creșterea lui Demi Lovato spre faimă, cele trei au început să fie numite „Fete Disney” (Disney Girls), iar carierele lor erau, de asemenea comparate una cu alta. Revista Forbes mai târziu a numit-o pe Gomez una dintre cei „Eight Hot Kid Stars to Watch” în 2008. Mai multă atenție i-a fost dată lui Gomez când a fost raportat că ea este împreună cu star-ul Disney Nick Jonas. Gomez a apărut și în videoclipul cântecului „Burnin' Up”, de Jonas Brothers. Alte zvonuri au început să apară despre o ceartă între Gomez și Cyrus, pentru că Nick și Cyrus au fost în trecut împreună. Ea a apărut mai târziu și în reality-show-ul Jonas Brothers: Living the Dream.
În timp ce lucra la al doilea sezon al serialului Magicienii din Waverly Place, Gomez a apărut în specialul de la Disney Channel Studio DC: Almost Live, cu numeroase alte vedete Disney. Ea a făcut și un cover al cântecului „Cruella de Vil” pentru albumul DisneyMania 6, iar mai târziu a înregistrat un cântec original, „Fly to Your Heart” pentru banda sonoră a filmului Clopoțica. ea a avut rolul principal în filmul O altă cenușăreasă modernă în același an, interpretând o dansatoare ambițioasă. Filmul a primit în mare parte recenzii bune, și a câștigat un premiu Writers Guild of America Award în 2010 pentru categoria „Children's script-long form or special”. Gomez a înregistrat trei cântece pentru banda sonoră, și a lansat cântecul „Tell Me Something I Don't Know” ca un single promoțional. Mai târziu în acel an, Gomez a avut un rol secundar, Helga, în filmul animat Horton Hears a Who!. Filmul a fost un succes comercial, și a avut încasări totale de aproape 300 de milioane de dolari în întreaga lume. Ea a semnat un contract de înregistrări cu Hollywood Records, care semnase deja cu Cyrus și Lovato.
Gomez și-a lansat propria sa companie de producții, July Moon Productions. Ea a făcut un parteneriat cu XYZ Films pentru proiect, dându-i lui Gomez oportunitatea să scriuă articole, să angajeze scriitori și altele. Gomez trebuia să lanseze două filme noi prin această companie. În primul, intitulat What Boys Want, Gomez juca o fată care poate să audă puterea bărbaților. Mai târziu, ea a anunțat filmul Thirteen Reasons Why, în care Gomez joacă o fată tânără care comite sinucidere; dar filmul nu a fost niciodată lansat.

### 2009–11: Selena Gomez & the Scene și cariera de actorie
Gomez a continuat să aibă succes și în anul următor, interpretând-o pe Alex Russo într-un episod crossover al serialului de la Disney O viață minunată pe punte. Mai târziu, ea a făcut o apariție specială în serialul de la Disney Channel Sonny și steluța ei norocoasă, cu Demi Lovato. Ea a apărut într-un remix al single-ului „Whoa Oh! (Me vs. Everyone)” al Forever the Sickest Kids, lansat ca un single în aprilie în acel an. Cântecul a ajuns numărul 78 pe cart-ul Pop 100 în Statele Unite. Gomez, împreună cu Lovato, au avut roluri în filmul de la Disney Channel Programul de protecție a prințeselor, care a avut premiera în iunie 2009 în SUA. Filmul a fost un succes critic, și a avut un total de 8.5 milioane de spectatori în timpul premierei sale. Pentru film, Gomez și Lovato au înregistrat un cântec intitulat „One and the Same”, care a fost mai târziu lansat ca un single promoțional. După asta ea a fost vocea Prințesei Selenia în filmul animat Arthur and the Revenge of Maltazard. Pe data de 28 august 2009, Gomez a jucat în Magicienii din Waverly Place: Filmul, un film de televiziune bazat pe serial. Filmul a avut 11.4 milione de spectatori în timpul premierei sale, devenind filmul de televiziune de cablu numărul 1 din 2009 și al doilea cel mai vizionat film de la Disney Channel, după High School Musical 2. Filmul a câștigat serialului cel de-al doilea premiu Emmy la categoria „Outstanding Children's Program” la al 62-a ediție a Primetime Emmy Awards.

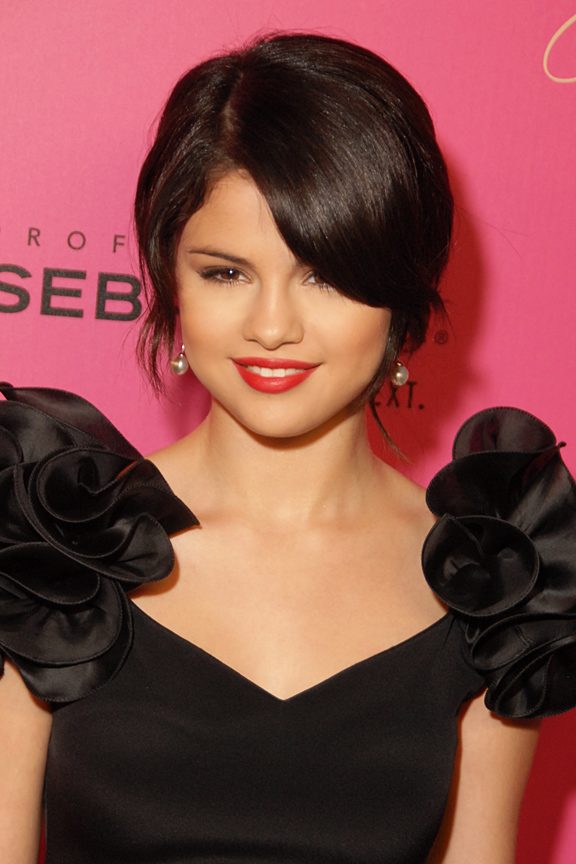
Gomez la a șasea ediție a premiilor „Hollywood Style Awards” (2009)

Sperând să obțină succes în muzică, Gomez a format o formație de muzică pop-rock, numită Selena Gomez & the Scene prin contractul său de înregistrări cu Hollywood Records. Grupul și-au lansat albumul de studio de debut în luna august al acelui an, care a primit o certificație de aur de la RIAA. Aceasta a dat naștere hitului „Naturally”, lucru care a ajutat-o pe Gomez să își obțină succesul dorit în industria muzicală. În acest timp, Gomez și Nick Jonas și-au încheiat relația. Mai târziu, ea a început să se întâlnească cu Taylor Lautner timp de câteva luni, după care cei doi s-au despărțit. După despărțirea sa de Lautner, Gomez s-a împăcat cu Jonas; dar cei doi s-au despărțit din nou după câteva luni. Gomez a făcut parte din campania de modă înapoi-la-școală a companiei Sears. Ca parte din campanie, Gomez a apărut și în reclame. În august 2009, Gomez a găzduit „Sears Arrive Air Band Casting Call” – ca să aleagă cinci persoane pentru prima „Sears Air Band”, care au cântat la premiile MTV Video Music Awards din 2009. Gomez a fost, de asemenea, purtătoarea de cuvânt al Borden Milk, și a apărut în reclamele companiei. Ea a fost purtătoarea de cuvânt și pentru State Farm Insurance și a apărut în numeroase reclame, care sunt difuzate pe Disney Channel, care conștientizează șoferii să conducă în siguranță.
În 2009, s-a înscris să joace unul dintre principalele roluri feminine din filmul Ramona and Beezus, o adaptare de film a seriei de romane pentru copii Ramona, de Beverly Cleary. Gomez a spus că nu a simțit niciun fel de presiune jucând roluri mai mature, zicând „Eu cred că sunt foarte atentă la audiența mea și eu însămi sunt încă un copil. Eu nu aș juca un rol în care nu m-aș simți confortabil sau audienței mele nu i-ar plăcea să mă vadă jucând”. Filmul a fost lansat pe data de 23 iulie 2010 și a primit în mare parte recenzii pozitive. Formația lui Gomez și-au lansat al doilea album de studio în același an, care le-a adus mult mai mult succes, devenind cel de-al doilea album de studio al formației certificat de RIAA.
După ce a anunțat că are planuri să lanseze o linie de modă, Gomez a lansat „Dream Out Loud by Selena Gomez” în 2010. Colecția a consistat din rochii, bluze florale, blugi, fuste, jachete, fulare și pălării în stilul bohemian, toate aceste făcute din materiale reciclate sau eco-prietenoase. Gomez a spus că linia de haine se reflecta asupra propriului său stil și a descris-o ca fiind „drăguță, feminină, și bohemian”. După aceasta, a spus „Cu linia mea, chiar vreau să le dau clienților opțiunea să-și pună propriile look-uri la un loc [...] Vreau ca piesele să fie ușor de îmbrăcat sau dezbrăcat, și materialul să fie eco-prietenos și organic, cred că asta este foarte important [...] De asemenea, etichetele o să aibă mereu citate inspiraționale de ale mele pe ele. Vreau doar să trimit un mesaj bun”. Gomez s-a aliat cu designerii Tony Melillo și Sandra Campos, amândoi lucrând cu mari case de modă. Gomez a vorbit despre parteneriat, „Când i-am întâlnit pe Tony și Sandra, am devenit confortabilă cu ei instantaneu iar acum ei sunt ca familia pentru mine ... Ei sunt atât de creativi și iubesc faptul că pot să îi chem oricând și să vorbesc cu ei despre orice, chiar dacă este doar despre schimbarea unui nasture ... Ei au fost atât de cool despre orice”. Brandul a fost fabricat de Melillo și Campos, care s-au unit cu New York-based Adjmi Apparel și format de Adjmi CH Brands LLC, compania care controla brandul.
Pe data de 27 februarie 2011, Gomez a participat la 2011 Vanity Fair Oscar party cu cântărețul canadian Justin Bieber, confirmând numeroase zvonuri despre cum că perechea ar fi un cuplu. Cuplul a început să primească multă atenție de la media foarte rapid, și au fost numiți „Jelena” de diferite site-uri. Gomez a apărut în filmul Monte Carlo în același an, jucând o fată care este „confundată cu o vedetă în timp ce era în vacanță în Paris”. Pentru a se pregăti pentru rol, Gomez a învățat să joace polo și a avut nevoie de două săptămâni pentru a învăța cum să vorbească cu două feluri de accente englezești. Gomez de asemenea a avut o apariție cameo în filmul The Muppets, și a apărut în serialele de la Disney So Random! și PrankStars. Selena Gomez & the Scene și-au lansat al treilea și ultimul lor album de studio, al doilea single de pe album, primind patru certificații Platinum de la RIAA. A fost anunțat pe data de 14 iulie 2011, că Gomez a semnat un acord de licență cu Adrenalina, un brand despre sporturi extreme și viață cu tematică de aventură, ca să creeze și să distribuie parfumul actriței. Chairman și C.E.O. de la Adrenalina, Ilia Lekach, a spus, „Noi suntem incredibil de entuziasmați să lucrăm cu domnișoara Gomez și vom anunța mai multe detalii cu cât ne apropiem mai mult de data lansării parfumului”. După aceasta, Gomez și-a lansat parfumul care îi poartă numele.

### 2012–2014:Stars Dance, nouă casă de discuri șiFor You

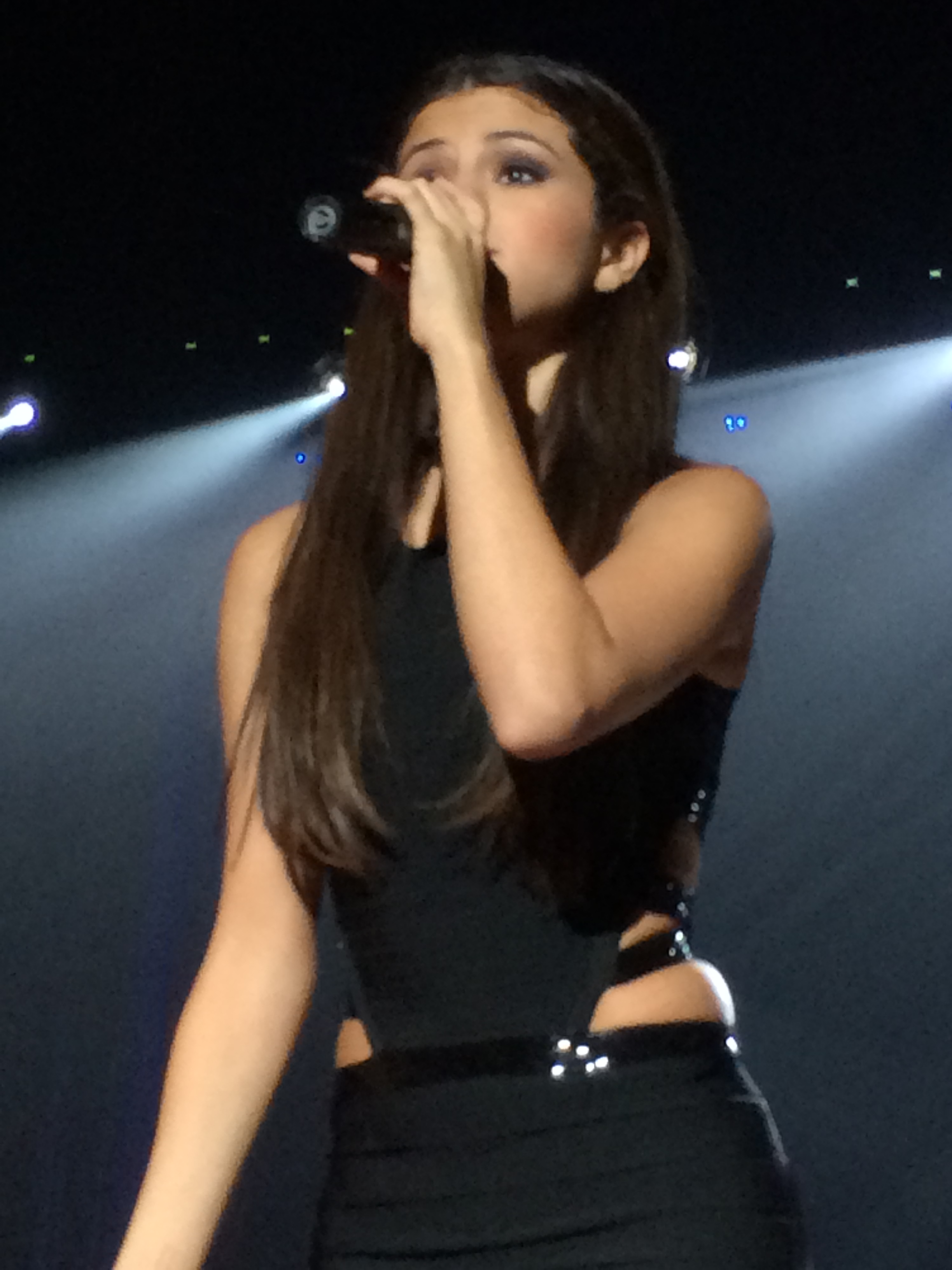
Gomez în timpul turneului Stars Dance Tour (2013)

Gomez a confirmat în ianuarie 2012 că va lua o pauză muzicală, concentrându-se mai mult pe cariera sa de actriță. În acel an, Magicienii din Waverly Place s-a terminat oficial de difuzat pe Disney Channel după patru sezoane reușite. Ea a apărut în Hotel Transylvania, un film animat, fiind vocea personajului Mavis, cu Adam Sandler și Steve Buscemi. Filmul și-a avut premiera la al treizeci și șaptelea anual Toronto International Film Festival din 2012, și a fost lansat pe data de 21 septembrie 2012. Gomez a avut un rol în filmul controversat a lui Harmony Korine, Spring Breakers, cu James Franco. În film, Gomez a avut un rol mai matur decât în proiectele sale anterioare, și a adus-o pe Gomez la „a se topi un pic pe platou” . La începutul lunii noiembrie din 2012, s-a reportat că Gomez și Justin Bieber și-au încheiat relația după aproximativ doi ani de când erau împreună. Totuși, ei s-au împăcat mai târziu în acea lună.
În ciuda declarațiilor sale anterioare că se va concentra pe cariera sa de actriță, Gomez a confirmat că lucra la albumul său de studio de debut solo. Single-ul principal de pe album, „Come & Get It”, a devenit cel mai mare hit al lui Gomez din acel timp. Acesta a devenit primul său top ten hit în Statele Unite, și cel mai de succes cântec pop la radio. Albumul său de debut, Stars Dance, a fost lansat pe data de 23 iulie 2013. Acesta a devenit primul său album care a ajuns în topul Billboard 200, și i-a dat lui Gomez cele mai multe vânzări din prima săptămână de când a fost lansat din toată cariera sa. Cel de-al doilea single de pe album, „Slow Down”, nu a reușit, totuși, să aibă un succes atât de mare ca predecesorul său. Gomez a pornit în turneul Stars Dance Tour în 2013, care a reușit să vândă multe bilete și a devenit un succes financiar. Gomez a filmat o apariție cameo în filmul Aftershock, și a avut un rol în filmul Getaway. De asemenea, ea a apărut în episodul special de la Disney Channel Magicienii se întorc: Alex vs. Alex tot în acel an. Gomez a spus că speră să ia o pauză în muzică după turneu, dar s-a hotărât să se concentreze pe muzică și actorie în același timp.
Gomez a anulat concertele din Australia și Asia al turneului Stars Dance Tour în decembrie 2013, declarând că va lua o pauză ca să petreacă niște timp cu familia sa. Luna următoare, Gomez a petrecut două săptămâni la Dawn at The Meadows, un centru de tratament în Wickenburg, Arizona care specializează în tratarea traumelor oamenilor tineri. Reprezentantul ei a declarat că ea petrecuse timp acolo „de bună voie [...] dar nu din cauza abuzului de substanțe”. Mai târziu a fost speculat că relația sa cu Bieber a făcut-o să se restrângă în dezintoxicare. În luna aprilie al acelui an, a fost confirmat că Gomez și-a concediat mama și tatăl vitreg ca managerii săi; cei doi o manageriau pe Gomez de când cariera ei a început. A fost confirmat că decizia a fost pur și simplu bazată pe business, și nu erau niciun fel de probleme între ei. De asemenea, a fost confirmat că decizia nu a avut nimic de-a face cu faptul că mama lui Gomez nu îi susținea relația cu Bieber. După asta Gomez a semnat cu companiile WME și Brillstein ca să îi managerieze cariera. Aceste noutăți despre noii manageri ai lui Gomez au pornit zvonuri cum că contractul său de înregistrări cu Hollywood Records se încheia, și că Gomez căuta o nouă casă de discuri. A fost confirmat în septembrie 2014 că Gomez a semnat un nou contract cu Interscope Records și a început să lucreze la al doilea album de studio al ei. Gomez a lansat un album de compilație, For You, ca să își încheie contractul cu Hollywood Records.

### 2015:Revival

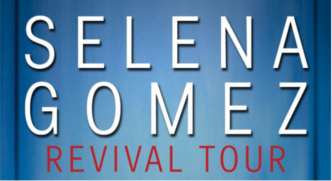
Revival Tour (logo)

Gomez a apărut într-o adaptare de film după romanul lui Ric Browde While I'm Dead... Feed the Dog cu Dylan McDermott și Nat Wolff. Intitulat Behaving Badly, filmul a primit în mare parte recenzii critice și comerciale negative. După asta a apărut în filmul Rudderless, debutul directorial al lui William H. Macy. Gomez a înregistrat un cântec pentru banda sonoră a filmului, și a fost lăudată de directorul filmului. Filmul propriu-zis a primit recenzii mixte din partea criticilor. Ea a lucrat cu Zedd, Dreamlab și producătorul din LA, Ruffian, la cel de-al doilea album de studio al ei.
Gomez a apărut în videoclipul artistei Taylor Swift pentru melodia „Bad Blood” alături de numeroase alte celebrități, având rolul inamicei lui Swift – Arsyn. Videoclipul a avut premiera pe data de 17 mai 2015 la Premiile Billboard Music.
Pe 9 octombrie 2015, Selena Gomez a lansat albumul Revival, care a marcat o maturizare semnificativă a stilului său muzical și tematic. Albumul a fost un succes comercial, debutând pe primul loc în topul Billboard 200 și fiind apreciat pentru abordarea mai personală și pentru sonoritatea variată, ce îmbină elemente de pop, electropop și R&B. Single-urile „Good for You”, „Same Old Love” și „Hands to Myself” au avut un succes comercial remarcabil, primind numeroase certificări și fiind difuzate intens pe posturile de radio.
Pentru promovarea albumului, Gomez a întreprins Revival Tour în 2016, care a inclus concerte în America de Nord, America Latină, Europa și Asia. Turneul a fost bine primit de critici, care au remarcat evoluția sa vocală și prezența scenică matură.
Cu toate acestea, în timpul turneului, Selena Gomez a anunțat că va lua o pauză din cauza unor probleme de sănătate legate de lupus și a tratamentelor medicale necesare, încheind astfel o eră importantă din cariera sa. Această pauză a marcat începutul unei noi etape în viața și cariera artistei, caracterizată printr-o abordare mai personală și orientată spre vindecare și auto-descoperire.

### 2020:RareșiSelena + Chef

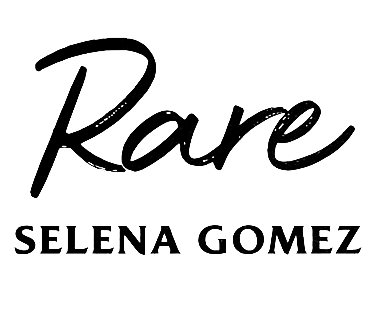
Rare (logo)

După o pauză de patru ani, Selena Gomez a lansat pe 10 ianuarie 2020 albumul Rare, care a debutat pe locul 1 în Billboard 200 și a fost apreciat pentru introspecția lirică și producția modernă. Single-ul „Lose You to Love Me” a devenit primul ei număr 1 în SUA și a fost însoțit de un videoclip minimalist, simbolizând o etapă de auto-descoperire și vindecare.
Alte piese remarcabile de pe album includ „Look at Her Now” și „Dance Again”. În paralel, Gomez a continuat să-și extindă cariera în domeniul antreprenoriatului și al activismului social.

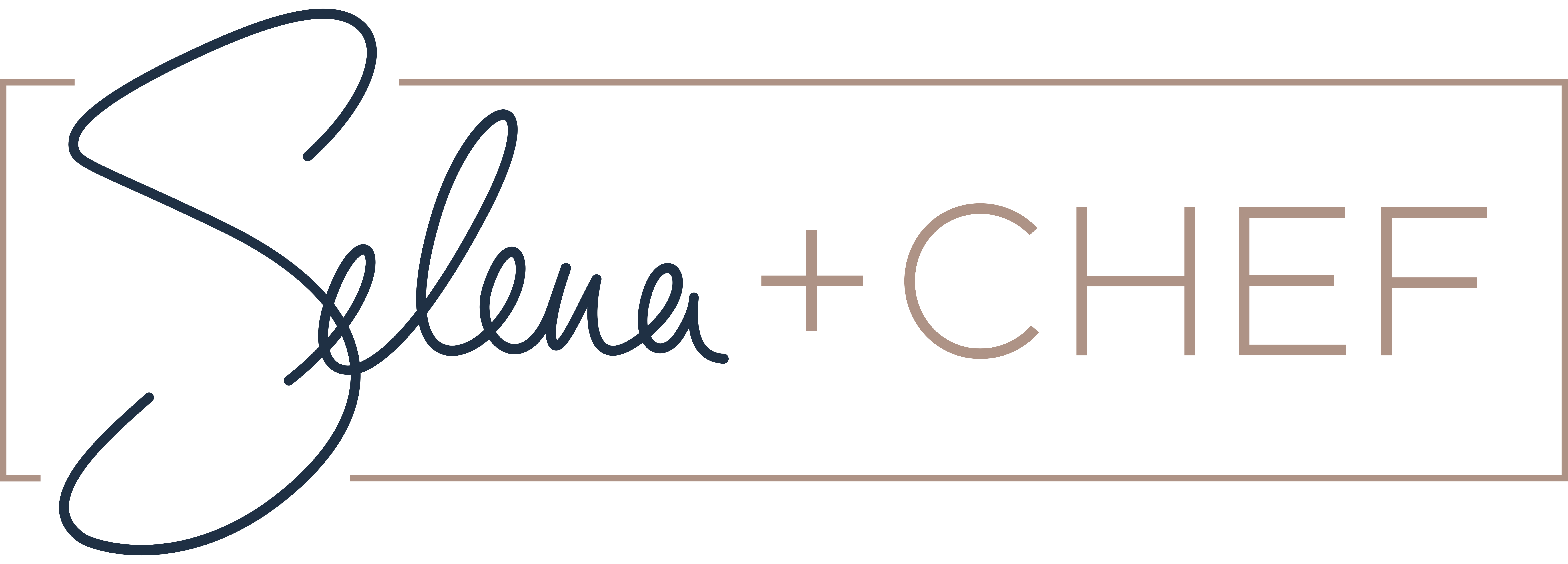
Selena + Chef (logo)

Selena Gomez a mai apărut în televiziune cu serialul de gătit Selena + Chef, care a avut premiera pe 13 august 2020 pe platforma HBO Max. Emisiunea a fost concepută în contextul pandemiei COVID-19 și a fost filmată în locuința artistei, respectând măsurile de distanțare socială. 
Fiecare episod o prezenta pe Gomez învățând să gătească alături de un chef celebru, prin apeluri video, abordând diverse stiluri culinare și tehnici de gătit. În plus, emisiunea susținea cauze caritabile, donând câte 10.000 de dolari fiecărei organizații selectate de chefii invitați.
Emisiunea a avut patru sezoane difuzate pe HBO Max între 2020 și 2022, iar în noiembrie 2023, a fost lansat un special de sărbători intitulat Selena + Chef: Home for the Holidays, difuzat pe Food Network. În mai 2024, a fost lansat un spin-off numit Selena + Restaurant, în care Selena vizitează restaurante din Los Angeles și învață să creeze preparate care ar putea fi incluse în meniurile acestora. Acest proiect a fost difuzat pe Food Network și disponibil și pe platforma Max.
Emisiunea a fost apreciată pentru autenticitatea și umorul ei, oferind o perspectivă sinceră asupra procesului de învățare culinară al Selenei Gomez.

### 2021:Revelaciónși rolul înOnly Murders in the Building
Pe 12 martie 2021, Gomez a lansat Revelación, primul său EP în limba spaniolă. Materialul a debutat pe locul 1 în topul Billboard Latin Albums și a inclus single-uri precum „De Una Vez”, „Baila Conmigo” (feat. Rauw Alejandro) și „Selfish Love” (cu DJ Snake). EP-ul a fost apreciat pentru fuziunea stilistică între reggaeton, pop latin și R&B alternativ. 
În paralel, Gomez a revenit în televiziune cu rolul Mabel Mora în serialul Only Murders in the Building, alături de Steve Martin și Martin Short. Serialul a debutat în 2021 și a fost apreciat pentru combinația sa de comedie și mister. Gomez a fost distribuită în toate cele patru sezoane ale serialului, interpretând rolul unei tinere artiste care, împreună cu cei doi colegi, investighează crimele din clădirea lor și creează un podcast despre acestea. Performanța sa a fost recunoscută cu o nominalizare la premiile Emmy pentru „Cea mai bună actriță principală într-un serial de comedie” în 2024. De asemenea, în 2025, întregul ansamblu al serialului a câștigat premiul pentru „Performanța remarcabilă a unui ansamblu într-un serial de comedie” la premiile Screen Actors Guild.

### 2025:I Said I Love You First
Pe 21 martie 2025, Selena Gomez și Benny Blanco au lansat albumul colaborativ I Said I Love You First, un proiect muzical ce abordează teme precum iubirea, despărțirile și auto-descoperirea. Albumul cuprinde 14 piese, printre care se numără single-ul „Scared of Loving You”, produs de FINNEAS, precum și colaborările „Call Me When You Break Up” cu Gracie Abrams și „Ojos Tristes”, o baladă în limba spaniolă care reflectă rădăcinile latine ale artistei.
Albumul a debutat pe locul al doilea în topul Billboard 200, înregistrând vânzări de aproximativ 120.000 de unități în prima săptămână, incluzând atât vânzări fizice, cât și streaminguri. Patru piese de pe album au pătruns în Billboard Hot 100, printre care „Call Me When You Break Up” și „Ojos Tristes”.
În cadrul acestui proiect, Gomez a lansat și piesa „Stained”, prima sa lansare după o perioadă îndelungată, care a fost primită pozitiv și a marcat revenirea sa în zona muzicii pop cu un sound mai matur și introspectiv.

## Influențe muzicale
Gomez l-a numit pe Bruno Mars influența sa muzicală majoră și idolul ei, spunând că ea este influențată de tot ce face el „de la stilul său muzical, stilul său în general, felul cum cântă, și cum se poartă”. Gomez de asemenea le-a numit pe Beyoncé și Rihanna influențele sale.
Albumul solo de debut al lui Gomez, Stars Dance (2013) a fost influențat de Britney Spears, Taylor Swift și Skrillex. Ea are o valoare netă de 18 milioane de dolari.

## Filantropie

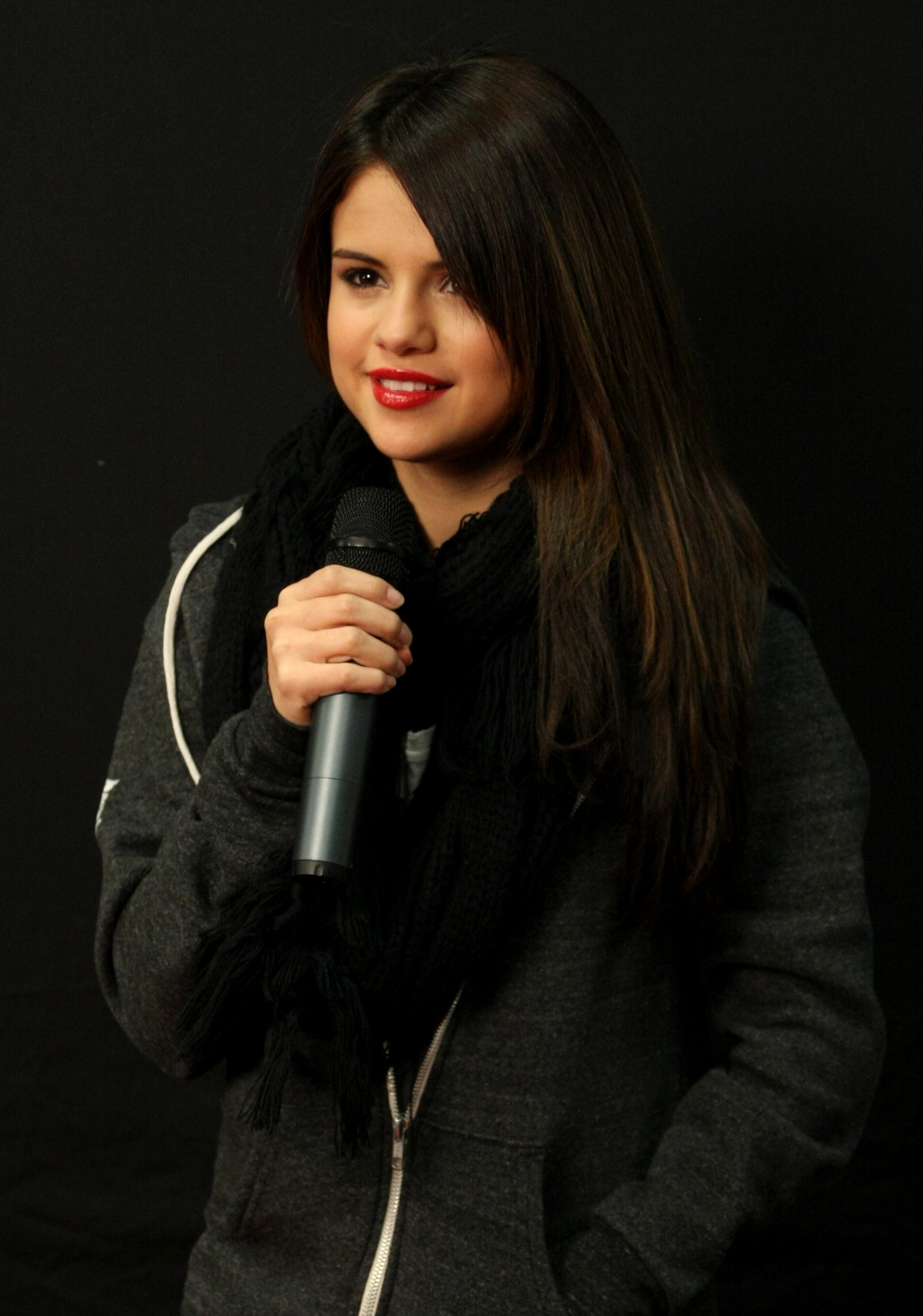
Gomez cântând la KIIS 108 Jingle Ball (2010)

Gomez a făcut parte din campania UR Votes Count care încuraja adolescenții să învețe mai mult despre candidații prezidențiali din 2008, Barack Obama și John McCain. În octombrie 2008, Gomez a participat în beneficiul „Runway For Life” al spitalului St. Jude's Children's Hospital. Tot în acea lună, Gomez a fost numită purtătoarea de cuvânt a UNICEF pentru campania Trick-or-Treat for UNICEF, care încurajează copiii să strângă bani de Halloween pentru a ajuta copiii nevoiași de prin lume. Ea a spus că era „super entuziasmată” să „încurajeze copiii să facă o diferență în lume”. În august 2009, Gomez, la vârsta de 17 ani a devenit cel mai tânăr ambasador UNICEF dintotdeauna, întrecând-o pe actrița și cântăreața Hayley Westenra, care avea 18 ani când a fost aleasă. În prima sa misiune oficială, Gomez a călătorit spre Ghana pe data de 4 septembrie 2009, unde a stat o săptămână ca să poată ajuta copiii care nu au necesitățile vitale necesare ca apa curată, mâncarea, educația și îngrijire medicală. Gomez a explicat într-un interviu cu Associated Press că ea a vrut să se folosească de succesul său ca să îi ajute pe cei din Ghana: „De asta sunt atât de onorată că am o voce pe care copiii o ascultă și o consideră [...] În turneul meu am avut oameni care mă întrebau unde este Ghana, și chiar au căutat-o pe Google [...] și pentru că am fost acolo, ei acum știu unde este Ghana. Deci este destul de incredibil”. Gomez a vorbit despre rolul său ca ambasador: „În fiecare zi 25,000 de copiii mor din cauze care pot fi prevenite. Eu sunt de partea UNICEF în speranța că putem schimba numărul 25,000 în zero. Eu știu că putem face asta pentru că în fiecare moment, UNICEF îi ajută pe copii și îi aprovizionează cu asistență care poate salva vieți și se asigură că zero devine realitate”.
Ea este ambasadoarea DoSomething.org după ce a fost implicată în activitatea caritabilă Island Dog, care ajută câinii din Puerto Rico. Ea s-a implicat în timpul filmărilor pentru Magicienii din Waverly Place: Filmul în Puerto Rico. Gomez este de asemenea implicată în activitatea caritabilă RAISE Hope For Congo, o inițiativă a Enough Project, care contribuie la creșterea gradului de conștientizare cu privire la resursele minerale din zonele de conflict și violența față de femeile congoleze. Gomez a fost numită purtătoarea de cuvânt a campaniei Trick-or-Treat for UNICEF în 2009, pentru al doilea an la rând. Gomez, care a strâns peste $700,000 pentru caritate în 2008, a declarat că speră să strângă 1 million de dolari în 2009. Gomez a participat la o licitație pentru celebrități și a găzduit o serie de web cast-uri live pe Facebook pentru campania Trick-or-Treat for UNICEF. Din 2009 până în 2012, Gomez a fost implicată în Disney's Friends for Change, o organizație care promovează „comportamentul ecologic-prietenos”, și a apărut în anunțurile sale de serviciu public. Gomez, Demi Lovato, Miley Cyrus, și Jonas Brothers au înregistrat cântecul „Send It On”, un single pentru caritate, toate veniturile căruia mergeau la Disney Worldwide Conservation Fund. A debutat în Billboard Hot 100 pe locul 20. Tot în 2009, Gomez a făcut o vizită surpriză unei școli elementare din Los Angeles ca parte a programului „A Day Made Better”, care era sponsorizat de OfficeMax. În timpul vizitei ei, Gomez i-a dat școlii un premiu și $1,000 ca să poată cumpăra rechizite școlare, și le-a vorbit elevilor despre importanța de a da înapoi comunității. Pe data de 22 ianuarie 2010, Gomez a participat la Hope for Haiti Now Telethon cu multe alte celebrități.
Gomez s-a întors ca purtătoare de cuvânt a UNICEF pentru a 60-ea aniversare a campaniei Trick-or-Treat for UNICEF în 2010. La celebrarea aniversării, Gomez și formația sa, The Scene, au ținut un concert, donând toți banii campaniei.
În februarie 2011, Gomez a călătorit în Chile ca să se întâlnească cu familiile din programul suportat de UNICEF, „Programa Puente”, care ajută familii să înțeleagă și să știe cum să se descurce efectiv cu educația copiiilor mici, dezvoltarea lor și alte lucruri despre creșterea copiiilor. Din experiența sa de călătorie, Gomez a spus „UNICEF ajută familiile din Chile să iasă din sărăcie, să prevină violența acasă și să promoveze educația. Să văd cum se luptă aceste familii, și speranța și perseverența lor, a fost chiar inspirațional”. În martie 2011, Gomez a participat la ediția limitată „Celebrity Tap Pack” a UNICEF Tap Project, unde vindeau sticle de apă făcute de mână cu apă potabilă din casele celebrităților, ca să strângă bani și să îmbunătățească condițiile de apă potabilă și programele de sănătate. De asemenea, ea apare în videourile promoționale ale campaniei. În aprilie 2012, Gomez a fost numită ambasadoarea Ryan Seacrest Foundation. A fost anunțat pe data de 30 iulie 2012, că Gomez ar colabora cu Case-Mate ca parte din campania sa de marketing „Right Case, Right Occasion”. Ea s-a unit cu Fergie și Common ca să creeze carcase pentru telefoane pentru o cauză bună.

## Antreprenoriat

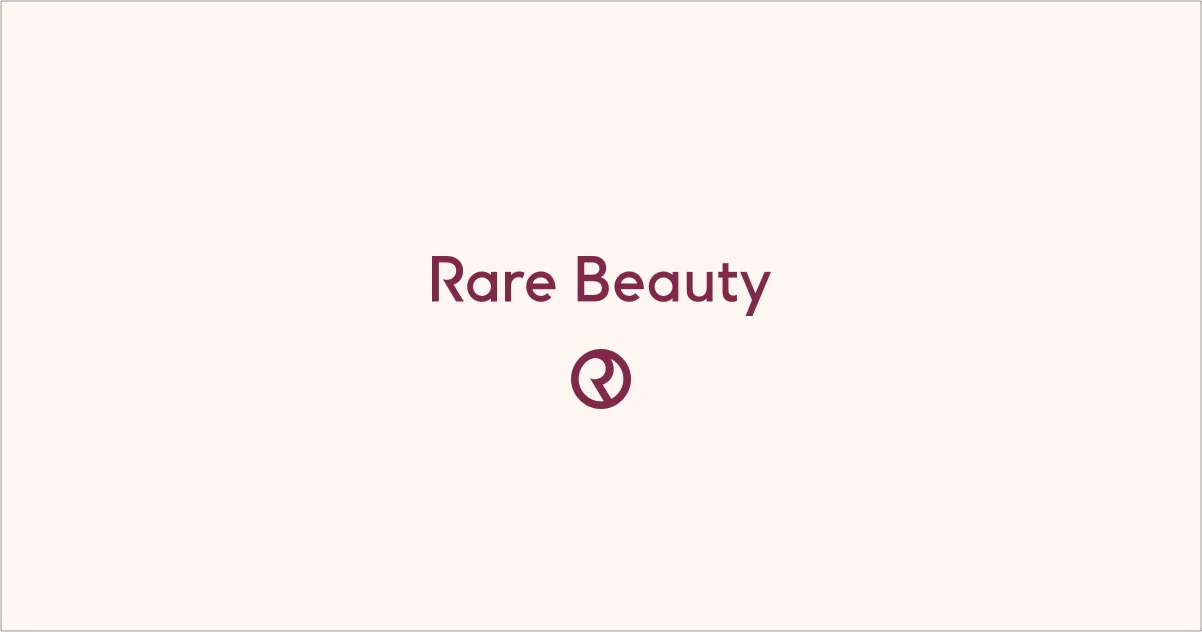
Rare Beauty (logo)

În septembrie 2020, Selena Gomez a lansat propria linie de produse cosmetice, intitulată Rare Beauty, în colaborare cu lanțul internațional Sephora. Marca a fost creată cu scopul de a promova o imagine realistă și incluzivă a frumuseții, oferind produse care să încurajeze autoacceptarea și autenticitatea, în contrast cu standardele tradiționale impuse de industria frumuseții.
Rare Beauty a debutat cu o gamă largă de produse, printre care fonduri de ten, corectoare, blush-uri lichide, iluminatoare și rujuri, toate disponibile într-o paletă extinsă de nuanțe pentru a se adapta tuturor tipurilor de ten. Brandul a fost apreciat pentru calitatea produselor, designul minimalist și angajamentul față de diversitate și incluziune.
O componentă importantă a mărcii este Rare Impact Fund, o inițiativă fondată de Gomez împreună cu lansarea brandului, care își propune să strângă 100 de milioane de dolari în 10 ani pentru a sprijini organizații ce oferă servicii de sănătate mintală. O parte din profiturile Rare Beauty este direcționată către acest fond.
Până în 2025, Rare Beauty a devenit una dintre cele mai de succes linii de cosmetice lansate de o celebritate, cu prezență internațională și o comunitate activă de susținători. Selena Gomez a fost lăudată pentru implicarea directă în dezvoltarea produselor și pentru modul în care a integrat mesajele privind sănătatea mintală în campaniile brandului.

## Filmografie

### Televiziune
| An      | Titlu                               | Rol           | Note                                                             |
| ------- | ----------------------------------- | ------------- | ---------------------------------------------------------------- |
| 2002–04 | Barney & Friends                    | Gianna        | 14 episoade                                                      |
| 2006    | Zack și Cody, ce viață minunată     | Gwen          | „A Midsummer's Nightmare” (Sezonul 2, Episodul 22)               |
| 2007–08 | Hannah Montana                      | Mikayla       | 3 episoade                                                       |
| 2007–12 | Magicienii din Waverly Place        | Alex Russo    | Rol principal                                                    |
| 2008    | Jonas Brothers: Living the Dream    | Ea însăși     | „Hello Hollywood”                                                |
| 2008    | Studio DC: Almost Live              | Ea însăși     | „The Second Show” (Sezonul 1, Episodul 2)                        |
| 2008    | Disney Channel Games                | Ea însăși     | Participantă                                                     |
| 2009    | O viață minunată pe punte           | Alex Russo    | „Magicienii pe punte cu Hannah Montana” (Sezonul 1, Episodul 21) |
| 2009    | Sonny și steluța ei norocoasă       | Ea însăși     | „Battle of the Networks' Stars” (Sezonul 1, Episodul 13)         |
| 2011    | So Random!                          | Ea însăși     | „Selena Gomez” (Sezonul 1, Episodul 3)                           |
| 2011    | PrankStars                          | Ea însăși     | „Something to Chew On” (Sezonul 1, Episodul 1)                   |
| 2013    | Magicienii se întorc: Alex vs. Alex | Alex Russo    | Episod special; producătoare executivă                           |
| 2014    | We Day                              | Prezentatoare | Special (a opta ediție)                                          |
| 2021    | Only Murders In The Building        | Mabel Mora    |                                                                  |

### Film
| An   | Titlu                                    | Rol                                         | Note                 |
| ---- | ---------------------------------------- | ------------------------------------------- | -------------------- |
| 2003 | Spy Kids 3-D: Game Over                  | Fată de la parcul acvatic                   |                      |
| 2005 | Walker, Texas Ranger: Trial by Fire      | Julie                                       | Film de televiziune  |
| 2008 | O altă cenușăreasă modernă               | Mary Santiago                               |                      |
| 2008 | Horton Hears a Who!                      | Helga                                       | Voce                 |
| 2009 | Arthur și răzbunarea lui Maltazard       | Prințesa Selenia                            | Voce                 |
| 2009 | Programul de protecție a prințeselor     | Carter Mason                                | Film de televiziune  |
| 2009 | Magicienii din Waverly Place: Filmul     | Alex Russo                                  | Film de televiziune  |
| 2010 | Arthur 3: Războiul dintre cele două lumi | Prințesa Selenia                            | Voce                 |
| 2010 | Ramona and Beezus                        | Beatrice „Beezus” Quimby                    |                      |
| 2011 | Monte Carlo                              | Grace Ann Bennett / Cordelia Winthrop Scott |                      |
| 2011 | The Muppets                              | Ea însăși                                   | Apariție cameo       |
| 2012 | Hotel Transylvania                       | Mavis                                       | Voce                 |
| 2012 | Aftershock                               | Fată VIP                                    | Apariție cameo       |
| 2013 | Getaway                                  | The Kid                                     |                      |
| 2013 | Searching                                | Violet                                      | Film scurt           |
| 2014 | Behaving Badly                           | Nina Pennington                             |                      |
| 2014 | Rudderless                               | Kate Ann Lucas                              |                      |
| 2015 | Hotel Transylvania 2                     | Mavis                                       | Voce                 |
| 2015 | The Revised Fundamentals of Caregiving   | Dot                                         | Se filmează          |
| 2015 | In Dubious Battle                        | Lisa                                        |                      |
| 2016 | Bad Neighbors: Sorority Rising           | Sorority girl                               |                      |
| 2018 | O zi ploioasă în New York                | (TBA)                                       | Se filmează          |
| 2021 | Hotel Transylvania 4                     | Mavis                                       | Va fi lansat în 2021 |

### Web
| An   | Titlu                  | Rol       | Note                                                           |
| ---- | ---------------------- | --------- | -------------------------------------------------------------- |
| 2013 | Austin Mahone Takeover | Ea însăși | „Austin Mahone and Selena Gomez at the Billboard Music Awards” |

## Discografie

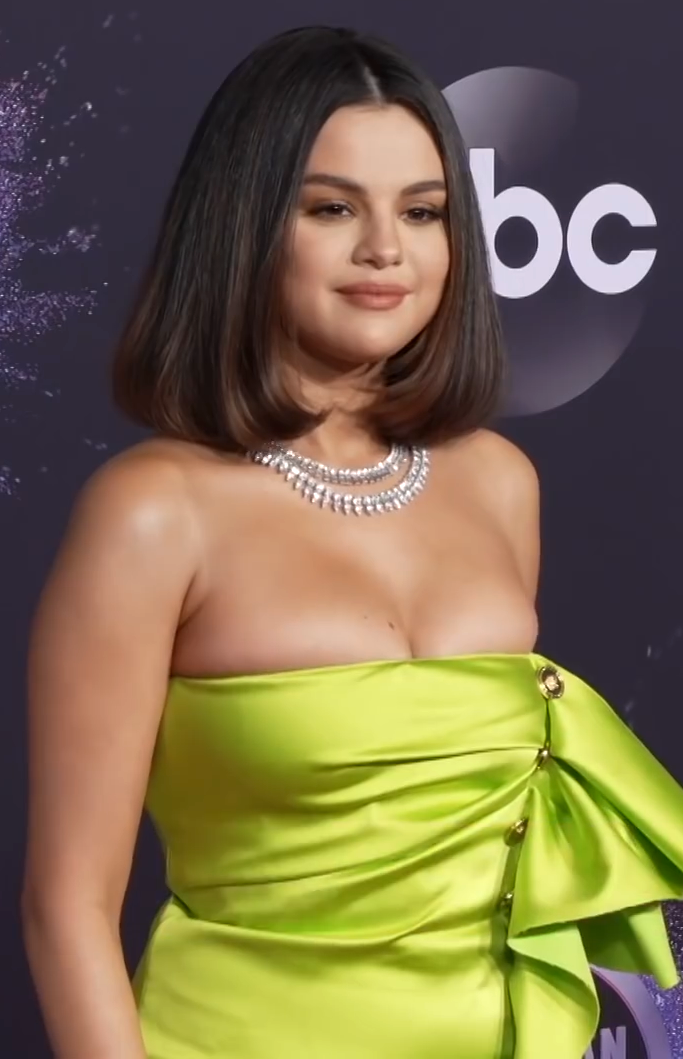
Selena Gomez la Premiile American Music (2019)

### Albume
Albume lansate ca membră a Selena Gomez & the Scene
- Kiss & Tell (2009)
- A Year Without Rain (2010)
- When the Sun Goes Down (2011)

Albume lansate ca un artist solo
- Stars Dance (2013)
- For You (2014)
- Revival (2015)
- Rare (2020)
- Revelación (2021)

### Single-uri
- Tell Me Something I Don't Know (2009)
- Naturally (2009)
- Round and Round (2010)
- A Year Without Rain (2010)
- Who Says (2011)
- Love You Like A Love Song (2011)
- Hit The Lights (2011)
- Come and Get it (2013)
- Slow Down (2013)
- The Heart Wants What It Wants (2014)
- Good for You ft. ASAP Rocky (2015)
- Same Old Love (2015)
- Hands to Myself (2016)
- Kill Em With Kindness (2016)
- It Ain't Me ft. Kygo (2017)
- Bad Liar (2017)
- Fetish ft. Gucci Mane (2017)
- Wolves ft. Marshmello (2017)
- Back to you (2018)
- Lose you to love me (2019)
- Look at her now (2019)
- Rare (2020)
- Boyfriend (2020)
- Past Life ft. Trevor Daniel (2020)
- Ice Cream ft. BLACKPINK (2020)
- De Una Vez (2021)
- Baila Conmigo ft. Rauw Alejandro (2021)
- Selfish Love (2021)
- 999 ft. Camilo